# مقاطعة غلين (كاليفورنيا)
مقاطعة غلين (بالإنجليزية: Glenn County)‏ هي إحدى مقاطعات ولاية كاليفورنيا في الولايات المتحدة الأمريكية.